# Laurie Foell
Laurence Foel es una actriz australiana, conocida por haber interpretado a Angie y a Josie Russell en la serie Home and Away.

## Biografía
Es hija de padre francés.
Laurie nació en Argentina, a los cinco años se mudó con su familia a Sídney, Australia.

## Carrera
En 1998 interpretó a la detective sargento Stephanie Wilson en la película Tiger Country.
En el 2000 apareció en la película Nowhere to Land donde interpretó a la asistente de vuelo Maggie. 
En el 2002 apareció como invitada en la serie médica  All Saints donde interpretó a Stacey Fowler.
El 26 de septiembre de 2002 se unió al elenco de la exitosa y popular serie australiana Home and Away donde interpretó a Angela "Angie" Russell hasta el 24 de mayo de 2006 luego de que su personaje muriera al caerse y golpearse la cabeza mientras peleaba con Dylan. Angie es la prima de Josie y madre de Tasha Andrews (Isabel Lucas) y Dylan Russell (Brett Hicks-Maitland). En la serie también interpretó a Jacinta "Josie" Russell del 11 de agosto de 2004 hasta el 29 de junio de 2005 después de que su personaje decidiera mudarse a los Estados Unidos. Anteriormente había aparecido por primera vez en la serie en 1999 donde interpretó a Kelly McCane durante dos episodios.
El 28 de septiembre de 2005 se unió al elenco recurrente de la serie neozelandesa Shortland Street donde interpretó a la doctora Justine Jones hasta el 2006. La actriz Lucy Wigmore la reemplazó en la serie como Justine.
En el 2010 apareció en un episodio de la serie policíaca Cops: L.A.C. donde interpretó a Gillian Lothar.

## Filmografía

### Series de televisión
| Año         | Título                 | Personaje                   | Notas                         |
| ----------- | ---------------------- | --------------------------- | ----------------------------- |
| 2010        | Cops: L.A.C.           | Gillian Lothar              | episodio "Ladies' Night"      |
| 2005 - 2006 | Shortland Street       | Justine Jones               | 7 episodios                   |
| 2002 - 2005 | Home and Away          | Josie Russell/Angie Russell | 37 episodios                  |
| 2002        | Don't Blame the Koalas | Miss Crowley                | episodio "Greg Scores a Goal" |
| 2002        | All Saints             | Stacey Fowler               | episodio "Thicker Than Water" |
| 1996 - 1998 | City Life              | Stephanie Cox               | 26 episodios                  |
| 1998        | Heartbreak High        | Amanda Nicholls             | episodio # 5.39               |
| 1997        | Big Sky                | Pauline Davies              | episodio "Mac's Time"         |
| 1996        | G.P.                   | Jane Severen                | episodio "Brain Storm"        |

### Películas
| Año  | Título                            | Personaje                  | Notas                                                                                            |
| ---- | --------------------------------- | -------------------------- | ------------------------------------------------------------------------------------------------ |
| 2007 | Reckless Behavior: Caught on Tape | Esther Richardson          | junto a Odette Yustman, Antonio Sabato Jr., John Barker y Hannah Marshall                        |
| 2002 | The Vector File                   | Helen                      | junto a junto a Casper Van Dien, Catherine Oxenberg, India Oxenberg y Craig Hall                 |
| 2001 | Elixir                            | Julia Woodland             | junto a Rhett Giles, Tiriel Mora y P.J. Parker                                                   |
| 2001 | Russian Doll                      | Eve Davenport              | junto a Hugo Weaving, David Wenham, Rebecca Frith, Sacha Horler, Helen Dallimore y Todd Worden   |
| 2000 | Nowhere to Land                   | Asistente Maggie           | junto a Jack Wagner, Christine Elise, James Sikking, Rachael Blake, Holly Brisley y Ryan Johnson |
| 1998 | Tiger Country                     | Detective Stephanie Wilson | junto a Sean Duffy, Darren Young y Claire Waldron                                                |
| 1998 | Chameleon                         | Nana                       | junto a Bobbie Phillips, Eric Lloyd, Jerome Ehlers, Anthony Simcoe y John Adam                   |
| 1995 | Blue Murder                       | Pam Drury                  | junto a Richard Roxburgh, Steve Bastoni, Peter Phelps, Marcus Graham y Alex Dimitriades          |
| 1986 | The Fringe Dwellers               | Camarera                   | junto a Justine Saunders, Kristina Nehm y Ernie Dingo                                            |

### Apariciones
| Año  | Programa                                          | Notas              |
| ---- | ------------------------------------------------- | ------------------ |
| 2010 | Royal Children's Hospital Good Friday Appeal 2004 | panelista invitada |

### Teatro
| Año  | Obra            | Personaje | Director (a) | Teatro               | Notas                                             |
| ---- | --------------- | --------- | ------------ | -------------------- | ------------------------------------------------- |
| 2008 | Thieves Like Us | -         | Jamie Dawson | Bruce Gordon Theatre | junto a Annie Burbrook, Leon Cain & Amy Usherwood |